# Хендри, Ли
Ли Эндрю Хендри (англ. Lee Andrew Hendrie; 18 мая 1977, Бирмингем, Великобритания) — английский футболист, полузащитник.

## Биография
Родился в Бирмингеме, где и начал играть в футбол. Основную и главную часть карьеры провёл в бирмингемской «Астон Вилле», за которую провёл более 300 матчей, из них более 250 — в Премьер-лиге. В дебютной игре за «Астон Виллу», 23 декабря 1995 года против «Куинз Парк Рейнджерс» (0:1), вышел на замену и был удалён. В сезоне-1997/98 был признан лучшим молодым игроком клуба. Играл за молодёжную сборную Англии (U-21), в том числе — на Евро-2000 среди игроков до 21 года. 18 ноября 1998 года сыграл свой единственный матч за сборную Англии — против команды Чехии, заменив на 77-й минуте одноклубника Пола Мерсона.
В 2006 году перестал попадать в основной состав «Астон Виллы» и в сентябре перешёл в клуб Чемпионшипа «Сток Сити» на правах аренды. Регулярной игре мешали травмы, и в дальнейшем играл за «Шеффилд Юнайтед», «Лестер Сити», «Блэкпул» и «Дерби Каунти» в Чемпионшипе и командах нижестоящих английских дивизионов, а также индонезийском «Бандунге». 25 мая 2009 года в финальном матче плей-офф за выход в Премьер-лигу, проходившем на стадионе «Уэмбли», в котором «Шеффилд Юнайтед» встречался с «Бернли» (0:1), вышел на замену на 85-й минуте, а после финального свистка получил красную карточку за нецензурную брань в адрес арбитра Майка Дина.
В 2012 году промотал состояние и столкнулся с растущими долгами, на фоне развода и неудачных инвестиций в недвижимость дважды пытался покончить жизнь самоубийством. После завершения игровой карьеры стал директором FootieBugs — дочерней компании YogaBugs, которая обеспечивает футбольные мероприятия и мероприятия для детей от 2 до 7 лет.
Имеет шотландское и ирландское происхождение. Отец Ли Хендри — Пол, младший брат Стюарт[en] и двоюродный брат Джон Хендри — также футболисты.

### Достижения
- Победитель Кубка Интертото: 2001
- Финалист Кубка Англии: 1999/2000